# Resolutie 1484 Veiligheidsraad Verenigde Naties
Resolutie 1484 van de Veiligheidsraad van de Verenigde Naties werd unaniem door de VN-Veiligheidsraad aangenomen op 30 mei 2003 en stond een militaire noodoperatie toe in de Oost-Congolese stad Bunia. Deze operatie werd door Frankrijk met de EU opgezet als EUFOR Artemis.

## Achtergrond
In 1994 braken in de Democratische Republiek Congo etnische onlusten uit die onder meer
werden veroorzaakt door de vluchtelingenstroom uit de buurlanden Rwanda en Burundi.
In 1997 beëindigden rebellen de lange dictatuur van Mobutu en werd
Kabila de nieuwe president.
In 1998 escaleerde de burgeroorlog toen andere rebellen Kabila probeerden te verjagen. Zij zagen zich
gesteund door Rwanda en Oeganda.
Toen hij in 2001 omkwam bij een mislukte staatsgreep, werd hij opgevolgd door zijn zoon.
Onder buitenlandse druk werd afgesproken verkiezingen te houden die plaatsvonden in 2006 en gewonnen
werden door Kabila.
Intussen waren er nog steeds rebellen actief in het oosten van Congo en bleef de situatie er gespannen.

## Inhoud

### Waarnemingen
De Veiligheidsraad was zeer bezorgd om de gevechten in Ituri en de ernstige humanitaire toestand
in Bunia. Het interim-bestuur van Ituri moest dringend volledig functioneren en het akkoord dat op
16 mei in Dar es Salaam was bereikt moest worden hernomen. Nu verzocht de
secretaris-generaal, gesteund door de president van
Congo, de partijen in Ituri, Rwanda en Oeganda om een multinationale macht in Bunia.

### Handelingen
De Raad autoriseerde een tijdelijke multinationale noodmacht in Bunia tot 1 september om de stad de stabiliseren,
de luchthaven en ontheemden in kampen te beveiligen en indien nodig de bevolking en VN- en hulppersoneel te
beschermen. Die macht gold als een tijdelijke versterking van de MONUC-vredesmacht. De deelnemende
lidstaten werden ook geautoriseerd alle nodige maatregelen te nemen om het
mandaat uit te voeren.
Voorts eiste de Raad dat de partijen in Ituri de vijandelijkheden staakten en het humanitair recht respecteerden.
Ook werd de moord op ongewapend personeel van MONUC en hulporganisaties in Ituri sterk veroordeeld. Ten slotte werd
geëist dat alle steun aan gewapende groepen in de regio werd stopgezet.

## Verwante resoluties
- Resolutie 1457 Veiligheidsraad Verenigde Naties
- Resolutie 1468 Veiligheidsraad Verenigde Naties
- Resolutie 1489 Veiligheidsraad Verenigde Naties
- Resolutie 1493 Veiligheidsraad Verenigde Naties

Lijst ·  1455 ·  1456 ·  1457 ·  1458 ·  1459 ·  1460 ·  1461 ·  1462 ·  1463 ·  1464 ·  1465 ·  1466 ·  1467 ·  1468 ·  1469 ·  1470 ·  1471 ·  1472 ·  1473 ·  1474 ·  1475 ·  1476 ·  1477 ·  1478 ·  1479 ·  1480 ·  1481 ·  1482 ·  1483 ·  1484 ·  1485 ·  1486 ·  1487 ·  1488 ·  1489 ·  1490 ·  1491 ·  1492 ·  1493 ·  1494 ·  1495 ·  1496 ·  1497 ·  1498 ·  1499 ·  1500 ·  1501 ·  1502 ·  1503 ·  1504 ·  1505 ·  1506 ·  1507 ·  1508 ·  1509 ·  1510 ·  1511 ·  1512 ·  1513 ·  1514 ·  1515 ·  1516 ·  1517 ·  1518 ·  1519 ·  1520 ·  1521